# Microsoft Docs
Microsoft Docs è la libreria di documentazione tecnica per utenti finali, sviluppatori e professionisti IT che lavorano con i prodotti Microsoft. Il sito web di Microsoft Docs fornisce specifiche tecniche, articoli concettuali, esercitazioni, guide, riferimenti API, esempi di codice e altre informazioni relative al software e ai servizi web Microsoft. Microsoft Docs è stato introdotto nel 2016 in sostituzione delle librerie MSDN e TechNet che in precedenza ospitavano alcuni di questi materiali.

## Struttura e caratteristiche
Il contenuto di Microsoft Docs è organizzato in gruppi in base al prodotto o alla tecnologia e alle fasi di utilizzo: valutazione, avvio, pianificazione, distribuzione, gestione e risoluzione dei problemi. Il pannello di navigazione e le pagine dei prodotti/servizi mostrano una suddivisione del materiale secondo questi principi. Ogni articolo mostra il tempo di lettura stimato. Esiste una funzione per scaricare la sezione di documenti specifici come file PDF per l'utilizzo offline.
Il sito web ha un layout reattivo, in quanto è progettato per funzionare su dispositivi mobili e tablet.
La maggior parte dei contenuti della documentazione è di provenienza aperta e accetta richieste pull. Ogni articolo è rappresentato come file markdown nel repository GitHub. Microsoft ha rilasciato una serie di estensioni del codice di Visual Studio, Docs Authoring Pack, per facilitare la modifica del contenuto di Microsoft Docs. Include il supporto delle funzioni di markdown specifiche di Documenti.

## Storia
L'anteprima di Microsoft Docs è stata introdotta a giugno 2016, inizialmente contenente la documentazione .NET. Il processo di migrazione della maggior parte dei contenuti delle librerie MSDN e TechNet ha richiesto circa due anni. Gli eventi chiave sono:
- Novembre 2016: la documentazione per Azure, Visual Studio 2017 RC, C++, ASP. Sono stati aggiunti NET Core, Entity Framework Core e SQL su Linux.[5]
- Settembre 2017: la documentazione per Office SharePoint, Windows 10, Windows Server 2016 e BizTalk Server ITPro è stata migrata da MSDN/TechNet.[6]
- Febbraio 2018: Microsoft ha aggiunto un nuovo sistema di feedback per Docs basato su problemi di GitHub.[7]
- Novembre 2018: la documentazione tecnica di OneDrive è stata spostata da TechNet a Microsoft Docs[8]
- Settembre 2022: la documentazione tecnica di Microsoft Docs è stata inserita nel sito Microsoft Learn.[9]